# 스페나코돈
스페나코돈은 단궁강 반룡목 스페나코돈과에 속하는 몸길이 약 3m의 펠리코사우루스이다. 척추는 길어 등 근육이 펼쳐져 있으며 포식자에 대한 위협용으로 쓰이기도 하였다. 척추가 길다하여도 그것이 디메트로돈처럼 돛을 가진 것은 아니지만 디메트로돈의 돛과 관련이 있다. 스페나코돈은 지구의 페름기 동안 남아메리카지역에 살았고, 그 중에서도 특히 멕시코, 뉴멕시코에서 살았다.

## 같이 보기
- 디메트로돈
- 에다포사우루스
- 햅토두스